# 曼谷細齒鯡
曼谷細齒鯡（学名：Corica laciniata）為輻鰭魚綱鲱形目鲱科的其中一種，分布於亞洲泰國、馬來西亞、新加坡、柬埔寨、印尼淡水、半鹹水水域，體長可達7公分，棲息在河川下游及河口區，可做為食用魚。
其种加词“laciniata”来源于拉丁文“lacinia”，意为“棱角”。